# Walentina Ewert
Walentina Aleksandrowna Ewert (Валентинаа Александровна Эверт,  ur. 8 marca 1946 w Charkowie) – ukraińska lekkoatletka specjalizująca się w rzucie oszczepem, która reprezentowała Związek Radziecki.
W 1968 roku uczestniczyła w igrzyskach olimpijskich – z wynikiem 51,16 zajęła 14. miejsce. Rok później zdobyła brązowy medal mistrzostw Europy, a w 1970 była trzecia na uniwersjadzie. Rekord życiowy: 58,96 (1971).